# Филарет (Паршиков)
Епи́скоп Филаре́т (в миру Фёдор Ника́ндрович Па́ршиков; ок. 1860, село Берёзовка, Камышинский уезд, Саратовская губерния — 3 ноября 1930, Казань) — епископ Древлеправославной Церкви Христовой (старообрядцев, приемлющих белокриницкую иерархию), епископ Казанский и Вятский.

## Биография
Родился около 1860 года в селе Берёзовка Камышинского уезда Саратовской губернии в семье старообрядцев, не признавших Белокриницкой иерархии. Однако под влиянием священника Михаила Картушина присоединился к Белокриницкому согласию.
Прихожанами станицы Островской Области войска донского был избран кандидатом в священники. Был рукоположён около 1900 года.
В 1913 году епархиальным съездом Казанско-Вятской епархии был избран кандидатом во епископы. 25 августа того же года Освященный собором утвердил это избрание.
7 марта 1914 года пострижен в иноки с именем Филарет, а уже 9 марта в Христорождественском храме на Рогожском кладбище хиротонисан во епископа Казанско-Вятского. Хиротонию совершили: архиепископ Иоанн (Картушин), епископ Саратовский Мелетий (Картушин), епископ Ярославского Ипатий (Басо-Скоков), епископ Егорьевский и Рязанский Александр (Богатенков).
В 1918 году, опасаясь ареста со стороны большевиков, бежал вместе с Народной армией. На 1919 год проживал в Новониколаевске (ныне Новосибирск). Около 15 ноября выбыл из Новониколаевска с русскими войсками и беженцами по направлению на Дальний Восток. Вместе с волной беженцев прибыл во Владивосток. Судя по записям в метрической книге, он служил в храме Владивостока с 1920 по 1922 год. В начале 1920-х годов приезжал в Харбин. Вернулся из Харбина в Казань.
В октябре 1925 года в связи с лишением сана епископа Михаила (Захарьичева) ему поручена во временное управление Самарско-Уфимская епархия.